# 1939 en bande dessinée
| Années de la bande dessinée : 1936 - 1937 - 1938 - 1939 - 1940 - 1941 - 1942    |
| Décennies de la bande dessinée : 1900 - 1910 - 1920 - 1930 - 1940 - 1950 - 1960 |

Cet article présente les faits marquants de l'année 1939 en bande dessinée.

## Évènements
- 16 janvier : la bande dessinée Superman paraît pour la première fois.
- avril : Bob Kane et Bill Finger lancent le personnage de Batman dans le numéro #27 de Detective Comics publié par DC Comics (alors National Periodical).
- octobre : sortie de Marvel Comics chez Timely, futur Marvel Comics, dont le héros principal est alors Captain America. Première apparition de Human Torch et de Submariner.
- Sortie de l'album Le Sceptre d'Ottokar de Hergé. Première apparition du personnage de La Castafiore.
- Sortie du film Bécassine, réalisé par Pierre Caron, sur un scénario de Jean Nohain et des dialogues de René Pujol, avec Paulette Dubost dans le rôle de Bécassine.
- Fin de l'année : sortie de The Spirit Section (supplément BD que Will Eisner prépare pour le Registre-Tribune Syndicate), comprenant les aventures du Spirit, de Lady Luck (en) et de Mister Mystic.

## Nouveaux albums
Voir aussi : Albums de bande dessinée sortis en 1939

### Franco-Belge
| Sortie | Titre                                         | Scénariste     | Dessinateur    | Coloriste      | Éditeur        |
| ------ | --------------------------------------------- | -------------- | -------------- | -------------- | -------------- |
| ?      | à compléter                                   |                |                |                |                |
| 1939   | Poucette trottin - Poucette pendant la guerre | Aristide Perré | Aristide Perré | Aristide Perré | Éditions Rouff |
| ?      | …                                             |                |                |                |                |

### Comics
| Sortie | Titre       | Scénariste | Dessinateur | Coloriste | Éditeur |
| ------ | ----------- | ---------- | ----------- | --------- | ------- |
| ?      | à compléter |            |             |           |         |
| ?      | …           |            |             |           |         |

### Mangas
| Sortie | Titre       | Scénariste | Dessinateur | Coloriste | Éditeur |
| ------ | ----------- | ---------- | ----------- | --------- | ------- |
| ?      | à compléter |            |             |           |         |
| ?      | …           |            |             |           |         |

## Naissances
- 1er janvier : Shingo Araki
- 16 janvier : Jean Van Hamme
- 14 mars : Keiji Nakazawa
- 3 mai : Dennis O'Neil
- 26 mai : Herb Trimpe
- 8 juin : Guy Vidal
- 29 août : Alex Varenne
- 27 septembre : Go U-yeong, manhwaga né en Mandchourie.
- 8 octobre : Harvey Pekar, scénariste de comics
- Naissances de Yves Got et José González

## Décès
- 10 octobre : Benjamin Rabier